# IC 5364/1
IC 5364/1 је лентикуларна галаксија у сазвијежђу Вајар која се налази на листи објеката дубоког неба у Индекс каталогу.
Деклинација објекта је - 29° 1' 25" а ректасцензија 23h 56m 25,2s. Привидна величина (магнитуда) објекта IC 5364 износи 13,3 а фотографска магнитуда 14,2. IC 53641 је још познат и под ознакама ESO 471-47A, MCG -5-1-8, AM 2353-291, PGC 72950.